# 킹 오브 썸머
《킹 오브 썸머》(영어: The Kings of Summer)는 2013년 공개된 미국의 성장 코미디 드라마 영화이다. 조던 보트로버츠 감독이 연출하고, 닉 로빈슨, 게이브리얼 배소, 모이세스 아리아스, 닉 오퍼먼, 앨리슨 브리 등이 출연하였다. 2013년 1월 19일 제29회 선댄스 영화제에서 최초 상영된 후 2013년 5월 13일 제한 상영으로 개봉했다. 평단으로부터 전반적으로 긍정 평가를 얻었다.

## 줄거리
홀로 자신을 키우는 아버지 프랭크의 간섭에 염증이 난 조는 절친 패트릭, 자연스레 끼어든 비아지오와 숲 속 공터에 막집을 짓고 공동체 생활을 시작한다. 남은 가족들이 실종 신고를 하고 아이들을 찾아다니는 사이 아이들은 사냥과 채집으로 연명하며 부모와 책임으로부터 자유로운 삶을 만끽한다.
그러나 조가 호감이 있는 켈리를 이 은신처로 초대하고 켈리가 패트릭을 좋아하게 되면서 우정에 균열이 시작되는데...

## 출연
- 닉 로빈슨 - 조 토이 역
- 게이브리얼 배소 - 패트릭 키넌 역
- 모이세스 아리아스 - 비아지오 역
- 닉 오퍼먼 - 프랭크 토이 역
- 에린 모리아티 - 켈리 역
- 앨리슨 브리 - 헤더 토이 역
- 메건 멀랠리 - 키넌 부인 역
- 마크 에번 잭슨 - 키넌 씨 역
- 유진 코데로 - 콜린 역
- 메리 린 라이스커브 - 데이비스 경감 역
- 토머스 미들디치 - 신입 경관 역
- 네이선 키스 - 폴 역
- 앤절라 트림버 - 페이스 페인팅을 한 여성 역
- 쿠마일 난지아니 - 배달부 게리 역
- 오스틴 에이브럼스 - 에런 역
- 크레이그 캐카우스키  - 라슨 씨 역
- 릴리 라인하트 - 비키 역
- 크리스토퍼 카터 - 공사판 아이 역
- 해니벌 버리스 - 버스 기사 역
- 토니 헤일 - 버스 승객 역